# Rönbergstjärnen (södra)
Rönbergstjärnen är en sjö söder om Rönberget i Örnsköldsviks kommun i Ångermanland och ingår i Gideälvens huvudavrinningsområde.